# Apremont-sur-Allier
Apremont-sur-Allier – miejscowość i gmina we Francji, w Regionie Centralnym, w departamencie Cher.
Według danych na rok 1990 gminę zamieszkiwały 83 osoby, a gęstość zaludnienia wynosiła 3 osoby/km² (wśród 1842 gmin Regionu Centralnego Apremont-sur-Allier plasuje się na 1046. miejscu pod względem liczby ludności, natomiast pod względem powierzchni na miejscu 400.).